# Österreichische Freiheitsfront (Moosbierbaum)
Die Österreichische Freiheitsfront war eine Widerstandsgruppe gegen den Nationalsozialismus, die sich 1944 im Werk Moosbierbaum und Umgebung formierte.

## Vorgeschichte
Das Werk Moosbierbaum wurde im Ersten Weltkrieg als Rüstungsbetrieb gegründet und wurde 1918 auf zivile Produktion umgestellt. Nachdem im Zweiten Weltkrieg deutsche Erdölraffinerien durch Luftangriffe beschädigt wurden, wurde das Werk zur Herstellung von Flugbenzin ausgebaut und es wurde wieder auf Rüstungsproduktion umgestellt. Damit ging eine Steigerung des Leistungsdrucks auf die Beschäftigten einher, was bereits 1940 zu ersten Unzufriedenheiten führte. Dazu kamen Lohnkonflikte und Rivalitäten zwischen Österreichern und Deutschen. Im Werk wurden Zwangsarbeiter eingesetzt und ab 1943 auch politische und kriminelle Strafgefangene aus dem Zuchthaus Stein. Unter den politischen Gefangenen waren solche, die wegen Widerstandshandlungen (Verteilung von Flugblättern, Spenden für die Rote Hilfe etc.) verurteilt waren und daher über gewisse Erfahrungen mit organisierten Tätigkeiten in der Illegalität hatten.

## Entstehung und Verrat
Ein führender Kopf bei der Entstehung der Widerstandsgruppe war Leopold Kuhn, der als KPÖ-Funktionär politischer Strafgefangener in Stein war und im Oktober 1943 gemeinsam mit 105 weiteren Häftlingen zur Außenstelle nach Moosbierbaum überstellt wurde. Er fand in Diskussionen mit dort beschäftigten Justizbeamten heraus, das diese sowie die zivile Bewachungsmannschaft wenig Sympathie für das NS-Regime hegten. Dadurch wurde es den Häftlingen möglich, illegale Briefe zu befördern und sogar Besuch von außen zu bekommen. Die Häftlinge vereinbarten die Arbeit zu sabotieren, indem sie etwa den Marsch zur Arbeit so langsam wie möglich durchführten oder Scheibtruhen nur zur Hälfte füllten. Im Sommer 1944 bauten die konspirierenden Häftlinge auch Kontakte zu anderen Arbeitskräften, zu einem benachbarten Militärstraflager und zu Bauern in der näheren Umgebung auf. Zu dieser Zeit nahm die Gruppe auch den Namen „Österreichische Freiheitsfront“ (ÖFF) an.
Zwischen Sommer und Spätherbst 1944 prangerte die Gruppe mittels Flugblättern Missstände im Betrieb an und forderte ihre Abstellung. Ab November 1944 traten politische Zielsetzungen dazu, die Beseitigung der NS-Herrschaft und die Errichtung eines demokratischen Österreichs wurde angestrebt.
Die Gestapo hatte vom Entstehen eines organisierten Widerstands im Werk erfahren und schleuste Konfidenten unter den Arbeitern ein. Der wegen kommunistischer Betätigung 1940 verurteilte Leopold Odrada wurde im Herbst 1943 zur Gestapo „rücküberstellt“ und unter Androhung einer KZ-Einweisung erpresst, die Gruppe auszuspionieren. Es gelang ihm, das Vertrauen der führenden Funktionäre zu gewinnen und er gehörte schließlich dem Führungskader an. Auch andere Spitzel informierten die Gestapo über Vorgänge im Werk.
Im Herbst 1944 nutzen die ÖFF die mittlerweile zahlreichen Luftangriffe auf das Werk, um dabei in den als Luftschutzkeller genutzten Weinkellern mit der lokalen Bevölkerung Kontakt aufzunehmen. Einzelne Mitglieder der Gruppen nutzten die Angriffe auch zur Flucht. Einer davon, Walter Erhart, wechselte allerdings nach seiner Flucht am 6. November 1944 die Seiten und meldete sich wenige Tage später bei einer Polizeistation, wo er Details über die ÖFF verriet. Dadurch erfuhr die Gestapo vom hohen Grad der Organisation der Widerstandsbewegung, die sie bis dahin für kleiner und zersplitterter gehalten hatte. Odrada etwa hatte der Gestapo nicht alles berichtet und gab sich im November 1944 gegenüber Kuhn als von der Gestapo verpflichtet zu erkennen. Durch den Verrat von Erhart erkannte die Gestapo auch Odradas Doppelspiel. Erhart wurde von der Gestapo als V-Mann aufgenommen und nun gegen Odrada eingesetzt. Er konnte sich bei Odrada einquartieren und ihm eine Liste von Verbindungsmännern der ÖFF entlocken. Im Dezember 1944 übermittelte er diese Liste der Gestapo. Odrada wurde am 6. Dezember 1944 zur Gestapoleitstelle Wien vorgeladen, wo er schwer misshandelt wurde, und anschließend nach St. Pölten überstellt, wo er inhaftiert wurde. Seine Frau und zwei geflohene sowjetische Offiziere, die er versteckt hielt, wurden ebenfalls verhaftet.
Erhart warb in der Folge weitere Bürger der Umgebung für die Widerstandsgruppe an, die er auch an die Gestapo verriet. Am 16. Jänner 1945 wurden in einer groß angelegten Aktion der Gestapo mit Unterstützung von weiteren Polizeikräften sowie Luftwaffenangehörigen viele Mitglieder der ÖFF verhaftet: Insgesamt wurden in Moosbierbaum und in umliegenden Orten der Bezirke Tulln und Krems etwa 300 tatsächliche oder mutmaßliche ÖFF-Mitglieder festgenommen. Ein dabei zur Wahrung des Scheins auch verhafteter Spitzel wurde anschließend im Polizeigefangenenhaus (bzw. später im landesgerichtlichen Gefangenenhaus) St. Pölten von Zelle zu Zelle verlegt, um von den Häftlingen weitere Informationen zu erlangen.
237 Personen sollten nach Ende der Einvernahmen dem Volksgerichtshof angezeigt werden, doch aufgrund des Näherrückens der Front wurden viele Gefangene – in erster Linie Landwirte – entlassen. 130 Gefangene sollten in das KZ Mauthausen gebracht werden, um dort auf ihre Gerichtsverfahren zu warten. Diese kamen zwar nicht mehr zustande, aber eine unbekannte Anzahl von Widerstandskämpfern wurde in der Umgebung von St. Pölten erschossen, 47 weitere ermordete die SS am 27. April 1945 im KZ Mauthausen.
Walter Erhart konnte nach Kriegsende untertauchen und wurde erst im September 1955 wegen §7 KVG festgenommen. Das Strafverfahren wurde jedoch im Mai 1957 eingestellt und Erhart aus der Haft entlassen.

## Angehörige
Zu den führenden Funktionären der Gruppe gehörten die Strafgefangenen Leopold Kuhn, Johann Brunner, Paul Palkowitsch, Rudolf Häusl, Martin Weiss und Karl Wallner, sowie die Betriebsangehörigen Leopold Brunnder, Leopold Odrada, Johann Marik und Franz Stadler.

## Andenken

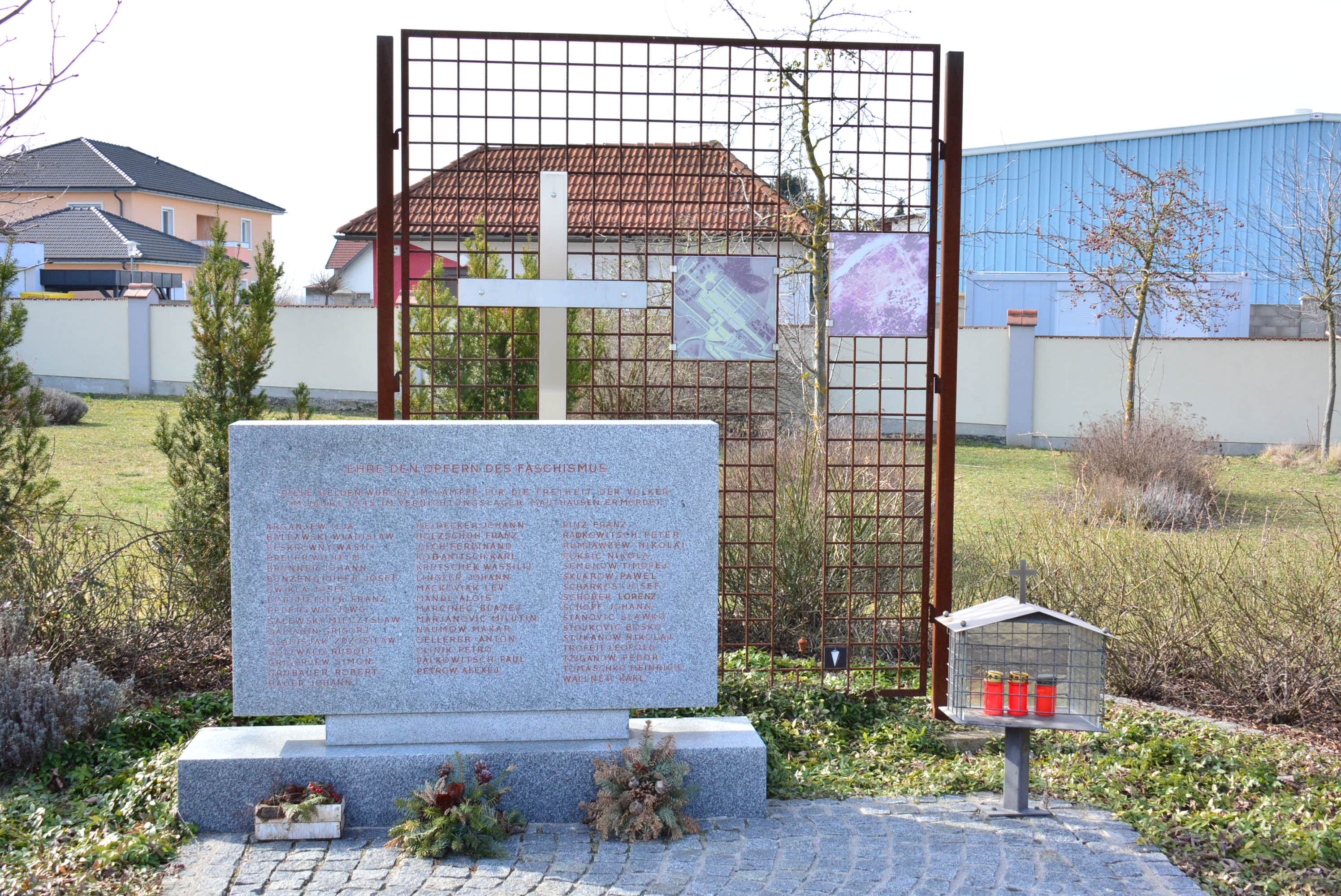
Gedenkstein auf dem Friedhof in Zwentendorf

- 1946 wurde auf dem Moosbierbaumer Werksgelände ein Denkmal „Zur Ehrung der Opfer des Faschismus“ enthüllt. Es wurde im Zuge der Errichtung des Kohlekraftwerks Dürnrohr abgetragen.
- 1984 beschloss der Gemeinderat von Zwentendorf auf Antrag der KPÖ, einen neuen Gedenkstein in Auftrag zu geben, der auf dem Soldatenfriedhof des Ersten Weltkriegs errichtet wurde.[2]

## Belege
1. ↑  Hans Schafranek: Widerstand und Verrat. Gestapospitzel im antifaschistischen Untergrund 1938–1945. Czernin, Wien 2017, ISBN 978-3-7076-0622-5, S. 397.
2. ↑  Heinz Arnberger, Claudia Kuretsidis-Haider (Hrsg.): Gedenken und Mahnen in Niederösterreich. Erinnerungszeichen zu Widerstand, Verfolgung, Exil und Befreiung. Mandelbaum, Wien 2011, ISBN 978-3-85476-367-3, S. 492 ff. (Abschnitt online auf der Website des DÖW [PDF; 2,9 MB]).